# Волосатоногая летяга
Волосатоногая летяга (лат. Belomys pearsonii) — вид летяг из семейства беличьих. Единственный вид в монотипическом роде Belomys (от др.-греч. βελο- +μῦς, «мышь — метательный снаряд»). Видовое латинское название дано в честь Джона Томаса Пирсона (1801—1851).
Обитает в горах восточной части Гималаев, Юго-Восточной Азии, и на юге Китая до острова Тайвань. Встречается на высоте от 1500 до 2400 м над уровнем моря.
Тело длиной около 22 см, хвост длиной 13 см. Окраска меха красно-коричневого цвета на верхней стороне и белого снизу. Характерным признаком вида являются длинные волосы на ногах, которые покрывают даже когти, защищая от холода в горах.